# 漱珠岗
漱珠岗位于中国广州河南五凤乡（今海珠区瑞康路），是侏罗纪时期火山岩石垒成的山岗，因河水侵蚀，使石块成为光溜圆滑的石珠，因此得名。
古时的漱珠岗是珠江中的一个孤岛，后来因河道淤积变成陆地。在宋代以前名为猪鬣岗，岗上长满松树，逐渐改称万松岗，岗顶则名为凤凰台。清朝道光年间，道士李明彻在此兴建纯阳观。